# Luxemburgo en los Juegos Paralímpicos de Tokio 2020
Luxemburgo estuvo representado en los Juegos Paralímpicos de Tokio 2020 por un deportista masculino. El equipo paralímpico luxemburgués no obtuvo ninguna medalla en estos Juegos.